# اتفاقية البراءات لجماعة المنطقة الأوروبية الآسيوية
اتفاقية البراءات لجماعة المنطقة الأوروبية الآسيوية ( EAPC ; الروسية: Евразийская патентная конвенция ) هي معاهدة دولية لقانون براءات الاختراع أسستها المنظمة الأوراسية لبراءات الاختراع (EAPO) بموجب النظام القانوني الذي تُمنح بموجبه براءات الاختراع الأوراسية.  جرى توقيع الاتفاقية في 9 سبتمبر 1994 في موسكو، روسيا، ودخلت حيز التنفيذ في 12 أغسطس 1995.  

## التاريخ
بعد انهيار الاتحاد السوفيتي، لم يكن لدى الدول التي خلفته نظام لحماية الملكية الفكرية. وُضع نظام مشترك لبراءات الاختراع في اتفاقية وُقّعت في 27 ديسمبر/كانون الأول 1991، لكنها لم تدخل حيز النفاذ قط. ينص هذا النظام على براءة اختراع موحدة حقيقية "يجوز منحها أو التنازل عنها أو إلغاؤها في أراضي جميع الدول المتعاقدة مع مراعاة معايير أهلية براءة الاختراع المنصوص عليها في تشريعات الاتحاد السوفيتي". أما النسخة الثانية من الاتفاقية، فقد عُدّلت إلى حدٍ أقل: فتماشيًا مع الاتفاقية الأوروبية لبراءات الاختراع،  نصّت على مرحلة تقييم واحدة، ولكن بعد الموافقة عليها، تُحوّل إلى حزمة من براءات الاختراع الوطنية.

## الدول الأطراف
وقعت على الاتفاقية 10 دول عام 1994، 8 منها أصبحت أعضاء بعد عام واحد من التصديق.
| الدولة     | التوقيع       | التصديق/الانضمام | التنديد       |
| ---------- | ------------- | ---------------- | ------------- |
| أرمينيا    | 9 سبتمبر 1994 | 27 نوفمبر 1995   |               |
| أذربيجان   | 9 سبتمبر 1994 | 25 سبتمبر 1995   |               |
| بيلاروس    | 9 سبتمبر 1994 | 8 مايو 1995      |               |
| جورجيا     | 9 سبتمبر 1994 |                  |               |
| كازاخستان  | 9 سبتمبر 1994 | 4 أغسطس 1995     |               |
| قرغيزستان  | 9 سبتمبر 1994 | 13 أكتوبر 1995   |               |
| مولدوفا    | 9 سبتمبر 1994 | 16 نوفمبر 1995   | 26 أبريل 2012 |
| روسيا      | 9 سبتمبر 1994 | 27 June 1995     |               |
| طاجيكستان  | 9 سبتمبر 1994 | 12 May 1995      |               |
| تركمانستان |               | 1 March 1995     |               |
| أوكرانيا   | 9 سبتمبر 1994 |                  |               |

## المعارضة
يمكن تقديم معارضة ضد براءة اختراع أوراسية مُنحت بموجب أحكام اتفاقية البراءات لجماعة المنطقة الأوروبية الآسيوية في غضون ستة أشهر من نشر براءة الاختراع الممنوحة. 

## إحصائيات
"في الفترة ما بين عام 1996 ونهاية عام 2015، قُدّم قرابة 43700 طلب أوراسي ومنحت 22700 براءة اختراع أوراسية في المنظمة الأوراسية للبراءات." 

## روابط خارجية
- اتفاقية براءات الاختراع الأوراسية (الترجمة الإنجليزية، مؤرشفة) منظمة براءات الاختراع الأوراسية
- النص الكامل لاتفاقية البراءات الأوراسية (ترجمة المكتب الدولي للويبو) (بالإنجليزية) في قاعدة بيانات ويبو ليكس — الموقع الرسمي للويبو .
- خادم Eurasian Espacenet - مجموعة كاملة وقابلة للبحث لجميع طلبات براءات الاختراع وبراءات الاختراع الأوراسية